# شهاب الدين الأهري

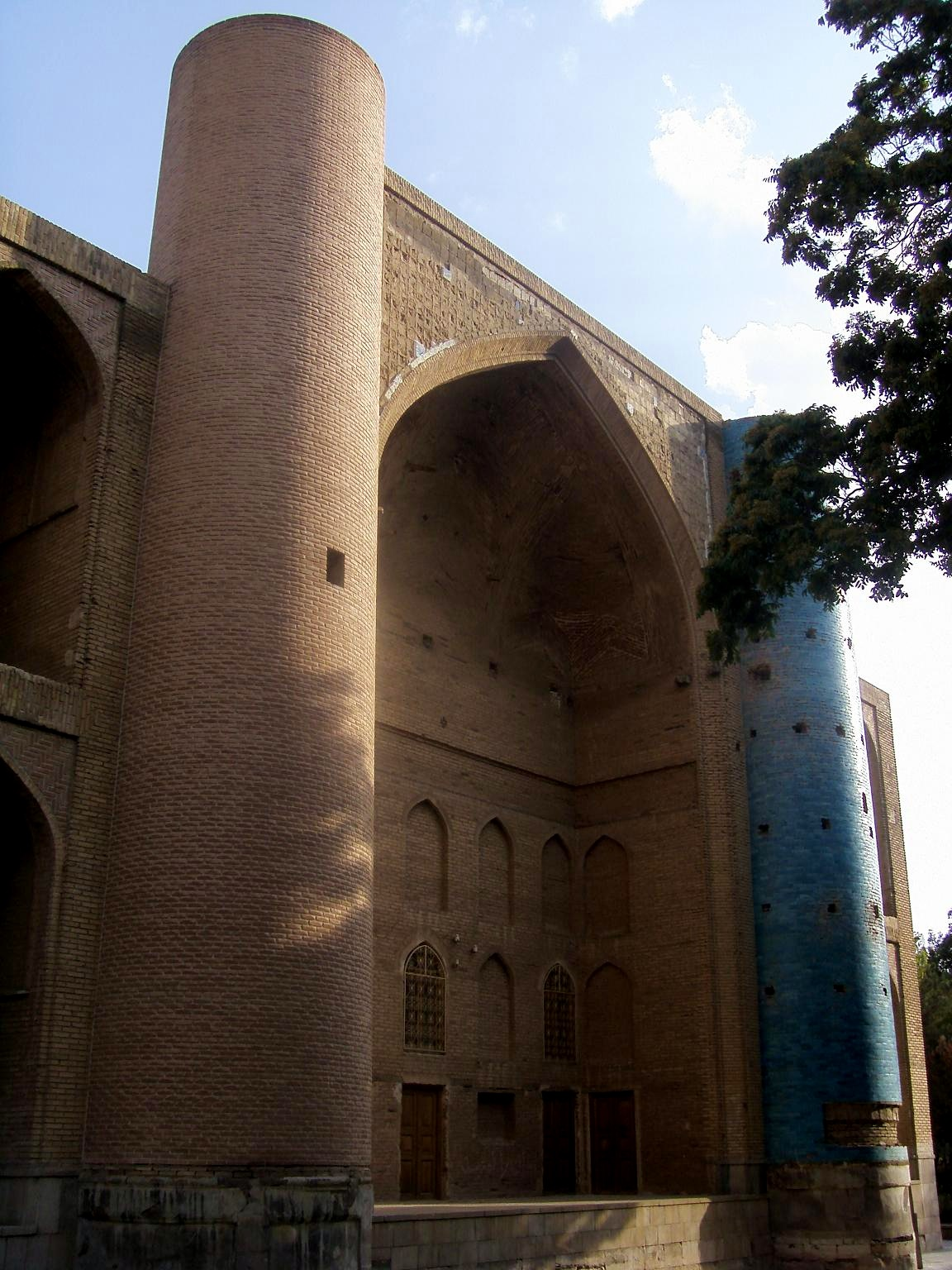
مقبرة الشيخ شهاب الدين الأهري.

 شهاب الدين بن محمود الأهري (580 - 665 هـ) هو متصوف و شاعر فارسي.
ولد في الخامس عشر من شعبان عام 580 هـ. رحل إلى بغداد لطلب العلم وتتلمذ على يد الشيخ ركن الدين السجاسي. من آثاره «رسالة العشق» (عشق نامه) وهي شرح لعقائده العرفانية.